# Enoplus tridentatus
Enoplus tridentatus is een rondwormensoort uit de familie van de Enoplidae.